# Masalia beatrix
Masalia beatrix là một loài bướm đêm trong họ Noctuidae.